# Henri Descours
Pour les articles homonymes, voir Descours.
 (juin 2010).
Si vous disposez d'ouvrages ou d'articles de référence ou si vous connaissez des sites web de qualité traitant du thème abordé ici, merci de compléter l'article en donnant les références utiles à sa vérifiabilité et en les liant à la section « Notes et références ».
Henri Descours (ou Henry Decours), né à Saint-Étienne, le 29 octobre 1858 et mort à Lyon 6e le 30 octobre 1940, est un éleveur de chevaux et homme politique de l'Algérie française. Il était commandeur de la Légion d'honneur,

## Biographie
Né à Saint-Étienne dans une famille de la grande bourgeoisie, il est élevé à Lyon. Il est le fils (avec quatre sœurs) unique d'André Descours (1819-1904), négociant et industriel, président fondateur de la maison Descours & Cabaud, et de son épouse, née Marie Bolot d’Ancier (1832-1893).
Ayant eu une jeunesse assez orageuse, Henri Descours fut envoyé passer quelques années à Buenos Aires, où la maison « Descours & Cabaud » venait de s’implanter, puis en Algérie, où la société était également représentée. Passionné de chevaux et très grand connaisseur, Henri Descours décide de s’établir comme éleveur dans l’Oranais et va y créer un haras doublé de sa propre écurie de courses et d’un terrain d’entrainement.
En 1900, il reçoit de son père le domaine du Krouf, sur la commune de Saint-Denis-du-Sig, propriété de 850 hectares achetée pour 300.000 Francs-or. Il acquiert également une maison de ville dans le centre de Saint-Denis-du-Sig (devenue l’actuel palais de justice). En à peine dix ans, Henri Descours qui a du temps, de la culture et de l’argent, va devenir l’une des plus importantes personnalités agricoles et politiques d’Algérie.
Le 9 mai 1908, il est triomphalement élu maire de Saint-Denis-du-Sig. Il a pour adjoint l’Agha Mohamed Ben Kada, Caïd des indigènes de la commune. Issu d’une famille de chrétiens sociaux, Henri Descours appartient pour sa part à la gauche modérée. Sous son administration, grâce à sa gestion, à ses relations et à sa bourse, Saint-Denis-du-Sig devient, comme l'écrit un Gouverneur général de l’Algérie, "une perle dans cet écrin magnifique qu’est l’Oranie".La commune bénéficie ainsi de l’électricité presque en même temps qu’Alger et Oran et avant tous les autres centres urbains ; les rues sont macadamisées et bordées par des trottoirs ; un jardin public à l’anglaise est créé (le futur parc Henri Descours, qui portera le nom de son créateur jusqu’en 1962) ; une école indigène est ouverte, en 1912. Sous son administration, le Sig devient aussi le centre de manifestations de toutes sortes : courses hippiques et cyclistes, meetings d’aviation, concours agricoles de toutes sortes, fêtes éclatantes avec défilés, musiques et feux d’artifice dignes d’une capitale.
En 1910, Henri Descours est élu délégué financier à Alger, au sein des « délégations financières algériennes », sorte de parlement colonial. Depuis que l’Algérie s’est vue reconnaître personnalité juridique et autonomie financière, en 1900, c’est cette assemblée régionale, représentant les trois départements d’Alger, de Constantine et d’Oran, qui vote son budget. En juillet 1913, il est élu conseiller général de Saint-Denis-du-Sig, à Oran. En 1915 il est désigné comme rapporteur général du budget de l’Algérie par les "délégations". Après la grande guerre, Henri Descours ne se représente pas à la mairie du Sig, qu’il quitte en 1919 mais se fait réélire conseiller général en décembre 1919.
La même année, à l’Assemblée d’Alger, il appelle de ses vœux un pouvoir fort capable de prendre l’initiative de nationalisations pour réduire les inégalités. Il estime sans cela inéluctable une dérive révolutionnaire, compte tenu notamment de l’attitude des grands colons. En 1920, il est le candidat du département d’Oran à la présidence des délégations financières algériennes mais est battu de justesse par le candidat d’Alger, au terme de trois jours de scrutins successifs, cas unique dans les annales de cette Assemblée. La même année il est nommé administrateur de la maison « Descours & Cabaud ». (En 1927, il prononcera à Lyon l’éloge de Charles Cabaud à l’occasion du cinquantième anniversaire de son entrée dans les affaires.) Henri Descours est réélu conseiller général en octobre 1922, mais renonce à ses fonctions dès mai 1925, se réservant pour l’Assemblée d’Alger. En 1928, ayant dix-huit années de présence aux délégations financières algériennes, il y brigue le poste honorifique d’assesseur, mais les grands colons lui font payer son soutien de longue date à l’instauration d’un impôt sur la propriété non bâtie en Algérie. De 1929 à 1931 il réoccupe brièvement les fonctions de maire de Saint-Denis-du Sig. Nommé président du Conseil supérieur de l’Algérie, il est fait commandeur de la Légion d'honneur « en reconnaissance de l’œuvre remarquable qu’il a accompli en Algérie ». Il siège à l’Assemblée d’Alger, jusqu’à sa mort, survenue en 1940, à l’âge de 82 ans.
Henri Descours était aussi secrétaire-général de la Société d’encouragement pour l’amélioration des races de chevaux en Algérie, vice-président de la Confédération Générale des Agriculteurs d’Algérie, président de la société d’horticulture et d’arboriculture d’Oran, président de la Caisse Régionale Mutuelle l’Oranaise d’Assurances, président de la Caisse Centrale de Réassurance, et, bien entendu, président du Syndicat agricole de Saint-Denis-du-Sig.

## Famille
Il est le frère de :
- Thérèse Descours (1853-1884), comtesse Baguenault de Puchesse,
- Marguerite Descours (1854-1938), vicomtesse de Jourda de Vaux de Foletier,
- Madeleine Descours (1857-1941), célibataire, et
- Élisabeth Descours (1869-1940), Madame Dugas de La Boissony.

Il s'est marié le 28 février 1890, à Saint-Denis-du-Sig (Algérie) avec Suzanne Pons (née vers 1856), veuve de Charles Hum et mère de Maurice Hum (né en 1885), adopté par Henri Descours, d'où postérité Hum.